# Brachymyrmex depilis
Brachymyrmex depilis es una especie de hormiga perteneciente al género Brachymyrmex, categorizada en la tribu Myrmelachistini, de la subfamilia Formicinae.

## Distribución
La especie es nativa de la región del Neotrópico. Se distribuye por América del Norte, en Canadá, México y Estados Unidos. Se ha encontrado a altitudes de 1-2260 m s. n. m.

## Taxonomía
Fue descrita por Emery en 1893.